# Mateusz Ligocki
Mateusz Ligocki, né le 18 juin 1982 à Cieszyn, est un snowboardeur polonais actif depuis 1997. 

## Palmarès

### Jeux olympiques
| Édition/Discipline     | Snowboardcross | Half-pipe |
| JO de Turin 2006       | 20e            | 44e       |
| JO de Vancouver 2010   | 29e            | -         |
| JO de Sotchi 2014      | 33e            | -         |
| JO de Pyeongchang 2018 |                |           |

### Championnats du monde
- Meilleur résultat : onzième du snowboarcross à Arosa en 2007.
- 5 participations

### Coupe du monde
- Meilleur classement général : 7e en 2003
- Meilleur classement du snowboardcross : 5e en 2005.
- Meilleur classement en half-pipe : 15e en 2003.
- 7 podiums en snowboardcross dont 2 victoires à Valmalenco, le 13 mars 2008 et à Veysonnaz, le 16 mars 2013.